# Betina Rieker
Betina Rieker (geboren 21. Mai 1962 als Betina Hauter in Hilden) ist eine deutsche Richterin. Im April 2023 wurde sie zur Präsidentin des Landesarbeitsgerichts Baden-Württemberg ernannt.

## Leben

### Ausbildung
Betina Rieker machte ihr Abitur am Ellenrieder-Gymnasium Konstanz und studierte von 1981 bis 1987 Rechtswissenschaften an der Universität Konstanz. 1987/88 war sie als wissenschaftliche Assistentin an der Universität Lausanne und promovierte 1988 an der Universität Konstanz mit einem vergleichenden Thema zwischen deutschem und Schweizer Recht. 1989 schloss sie ein Referendariat als juristische Mitarbeiterin bei der Berufsgenossenschaft der Chemischen Industrie in Heidelberg an.

### Juristische Karriere
Rieker trat 1989 in den höheren Justizdienst der Arbeitsgerichtsbarkeit ein und war zunächst an den Arbeitsgerichten Lörrach und den auswärtigen Kammern Radolfzell des Arbeitsgerichts Villingen-Schwenningen tätig. Sie wechselte 1990 zum Arbeitsgericht Ulm und war dort bis 2010 Richterin. Unterbrochen wurde diese Zeit durch Abordnungen an das Arbeitsgericht Stuttgart und an das Landesarbeitsgericht Baden-Württemberg (2005–2007). 2010 wurde sie am Landesarbeitsgericht zur Vorsitzenden Richterin ernannt. 2014 wurde sie als Direktorin an das Arbeitsgericht Reutlingen berufen.
Am 4. April 2023 wurde Riekers von der baden-württembergischen Justizministerin Marion Gentges zur Präsidentin des Landesarbeitsgerichts Baden-Württemberg ernannt und trat damit die Nachfolge von Eberhard Natter an, der Ende März in den Ruhestand getreten ist. Sie ist die erste Frau, die dieses Amt übernimmt.

### Privates
Betina Rieker ist verheiratet und hat zwei Kinder.

## Veröffentlichungen
- Betina Hauter: Ausgliederung des betriebswichtigsten Teiles aus einer Aktiengesellschaft. Eine Betrachtung nach deutschem und schweizerischem Recht. Dissertation. Hartung-Gorre, Konstanz 1988, ISBN 978-3-89191-215-7.